# 松本コンチータ
松本 コンチータ（まつもと コンチータ、1973年8月10日 - ）は、1990年代に活動した日本のAV女優、タレント。姓の「松本」は松本人志に由来する。

## 略歴・人物
自称「マルチ・エロ・アーティスト」、「世界マラナメ教教祖」。
青森県出身。地元の大学付属高校を卒業後、短大入学のため東京に移住。2年生の時にスカウトされ、1993年12月に「大阪府出身」としてアダルトビデオデビュー。「コンチータ」という芸名は所属事務所の社長が発案したもので、「チンコ勃つ」のアナグラムである。
デビュー直前の1993年、フジテレビの特番『FNSの日1億2450万人の平成教育テレビ』で、ダウンタウンが担当する『これからAV女優になるのは誰だ?』というコーナーに出演、松本人志に「松本」姓を使わせてもらえるように持ちかけ、以来松本コンチータと名乗るようになった。松本人志が松本コンチータの名づけ親と言われるのは、このためである。
また、同番組では、「AV女優になったきっかけ」を浜田雅功から聞かれた際、「『テレビに出してあげる』といわれ、だまされたんです。」と発言していた。
「世界マラナメ教」の教祖を名乗り、あけすけな発言によってテレビの深夜番組で人気が出たが、肝心のAVでは決定打と言える作品がないまま当初の出演契約を終了。本人は納得いかず、ベテランAV監督の豊田薫を逆指名し、SM色の強いハードな引退作品を撮影させたというエピソードを持つ。
AV女優として活動中の1994年、NHK教育テレビの『ソリトン 金の斧銀の斧』への出演予定が、収録後突然キャンセルになり、番組に何らかの圧力がかかったのではないかとして話題を呼んだ。
AV引退後は「マルチ・エロ・アーティスト」 として、映画、Vシネマなどへの出演に加え、クラブイベントなどでのパフォーマンス、音楽・マルチメディア作品の制作、風俗店のプロデュースなど多方面にわたる活動を展開した。

## 作品

### アダルトビデオ（オリジナル作品のみ）
- あぶだかだぶら!　コンチータの淫らな祈り!（1993年12月22日、メビウス）
- コンチータの淫乱超能力 魔法の杖はカッチカチ!（1994年1月30日、メビウス）
- コンチータの淫乱怪気炎 燃えるエロティカ（1994年3月30日、メビウス）
- 底なし性欲 性食娘（1994年4月21日、SAMM）
- 濡れた放課後 女教師乱れ泣き（1994年4月24日、エイトマン） 共演：美里真理、浅倉舞、村上憂里、朝吹ケイト
- ベロリン・天使の舌（1994年6月9日、SAMM）
- 濡れしぐる女豹たち 艶女まんだら（1994年8月29日、エイトマン） 共演：麻宮淳子、橘ますみ、有森麗
- RADICAL FINAL 排尿と拝尿（1994年10月22日、アート）

### R指定ビデオ
- DOCUMENT P.E E.P Vol.1（1994年11月、ZYXプロモーション） 共演：冴島奈緒
- 女の秘湯シリーズ 湯女 シャロンの巻（1994年12月、ZYXプロモーション） 共演：北岡純奈
- 湯女すぺしゃる 濡れ輝く媚毛・特別編集版 Vol.2 松本コンチータと3人の湯女たち（ZYXプロモーション）（上記の編集版）

## 主な出演作品

### 映画
- みんな〜やってるか!（1995年2月11日、配給：日本ヘラルド映画/ヘラルド・エース） - 二枚目俳優のファンの女
- 東京フィスト（1995年10月21日、配給：海獣シアター）
- ぬるぬる燗燗（劇場版）（1996年2月24日、配給：新東宝映画）
- 二人が喋ってる。（1997年8月23日、配給：オンリー・ハーツ/スープレックス）

### オリジナルビデオ
- ソナチネ
- パチンコ無宿（1995年1月20日、ナック（販売：ポニーキャニオン））
- 君といつまでも（1995年2月24日、にっかつ）
- コスプレ戦士 キューティ・ナイト Version 1.3（1995年8月25日、大映）
- コスプレ戦士 キューティ・ナイト Version 1.0（1995年9月29日、大映）
- ピアスの女（1995年12月25日、S.I.E プロジェクト（販売：ビームエンタテインメント））
- どチンピラ 鉄砲玉の情事（1996年2月2日、セイヨー/SHSプロジェクト（販売：日本ソフトシステム））
- 痴漢白書3（1996年3月29日、ピンクパイナップル）
- キタの帝王 闇の法廷伝説（1996年）

### テレビバラエティ
- 超恋愛遊戯（テレビ東京）- レギュラー
- こえぴょんフーZ（テレビ大阪）- レギュラー
- たかじんnoばぁ〜（よみうりテレビ）
- おとなのえほん（サンテレビ）
- 殿様のフェロモン（フジテレビ）

### OVA（声優）
- ヴィジョナリィ〜あなたの夢かなえます〜 by 遊人（1995年8月25日、ヤングコーポレーション（販売：バンダイビジュアル））
- ヴィジョナリィ2〜女子校生は超エッチ〜 by 遊人（1996年2月21日、ヤングコーポレーション（販売：バンダイビジュアル））

### ゲームソフト
- 天城紫苑（1997年2月14日、セガサターン用アドベンチャーゲーム、クリップハウス） 実写ゲーム

## 書籍

### 写真集
- The World is my Oyster（1994年4月25日発行、撮影：山田崇博、宝島社）
- 3D写真集 P.E E.P（1994年11月10日発売、撮影：城ひろし、ZYXプロモーション） 3Dビューアを兼ねるケースに収められた24枚組小型写真集

## 音楽
シングル
- お気楽で行こう c/w パッチン・コンチ（1994年7月6日、メディアレモラス） ※「ポール牧 with 松本コンチータ」名義
- 小さな竹の橋の下で c/w アロハオエ（1996年、ばんぶーれーべる）
- 赤鼻のトナカイ c/w ホワイトクリスマス（1996年、ばんぶーれーべる）